# Lewisham (London)
Lewisham [ˈluː.ɪʃəm] ist ein Stadtteil des Londoner Bezirks London Borough of Lewisham. Er liegt nördlich von Catford. Im Osten grenzt der Stadtteil an Lee und im Westen an Brockley. Im Norden wird er von Deptford und Greenwich begrenzt.

## Geschichte
Die Geschichte von Lewisham geht bis in das 6. Jahrhundert zurück, als der Jüte Leof sich hier niederließ. Aus dessen Namen und dem altenglischen Wort Ham für Dorf leitet sich der heutige Name ab. Nach dem Domesday Book befanden sich um das Jahr 1100 zahlreiche Mühlen auf dem heutigen Stadtgebiet, in denen Stahl geschliffen, Leder gegerbt und Korn gemahlen wurde. Der Charakter Lewishams änderte sich im 17. Jahrhundert, als es mehr und mehr als Wohngebiet genutzt wurde. Am 5. September 1711 wurde William Legge, 1. Earl of Dartmouth zum Viscount Lewisham erhoben.
Am 28. Juli 1944 wurde die Hauptstraße des Stadtteils von einem V1-Marschflugkörper getroffen. Der Luftangriff zerstörte große Teile der Innenstadt und forderte 300 Todesopfer. An den Angriff erinnert heute ein Gedenkstein, der an der Außenseite des Einkaufszentrums von Lewisham angebracht ist. Es dauerte bis in die 1950er Jahre, bis das Stadtzentrum wieder aufgebaut war. Im Jahr 1977 erfuhr der Stadtteil wegen der sogenannten Schlacht von Lewisham erhöhte mediale Beachtung. Mehr als 10.000 Bürger protestierten gegen einen Marsch der British National Front.

## Verkehr
Mit zunehmender Größe wurde Lewisham durch die 1849 eröffnete North Kent Line an den öffentlichen Personennahverkehr angeschlossen. Zudem entstanden verschiedene Straßenbahn-Linien. Der noch heute bestehende Bahnhof Lewisham wurde 1857 eröffnet. Von hier verbinden Züge der Gesellschaft Southeastern den Stadtteil mit den Bahnhöfen Charing Cross und London Bridge in der Innenstadt. Richtung Osten verkehren die Züge nach Dartford. Seit 1999 besteht zudem Anschluss an die Docklands Light Railway, die Lewisham mit den Bahnhöfen Bank, Canary Wharf und Stratford verbinden. Über den Busbahnhof besteht Anschluss an das Netz der London Buses und das nationale Fernbusnetz. 1957 ging der Eisenbahnunfall von Lewisham mit 90 Toten und 173 Verletzten als eines der schwersten Eisenbahnunglücke Großbritanniens im 20. Jahrhundert in die Geschichte ein.

## Politik
Lewisham unterstand bis 1900 der Lewisham District Board of Works Authority. Mit dem London Government Act 1899 wurde der Metropolitan Borough of Lewisham geschaffen. Dieser bestand bis 1965. Seit der Verabschiedung des London Government Act 1963 gehört der Stadtteil zum London Borough of Lewisham. Im britischen Unterhaus gehört Lewisham zum Wahlkreis Lewisham Deptford der von Joan Mary Ruddock vertreten wird. Innerhalb der London Assembly gehört der Stadtteil zum Wahlkreis Greenwich and Lewisham dessen Abgeordneter Len Duvall der Labour Party angehört.

## Infrastruktur

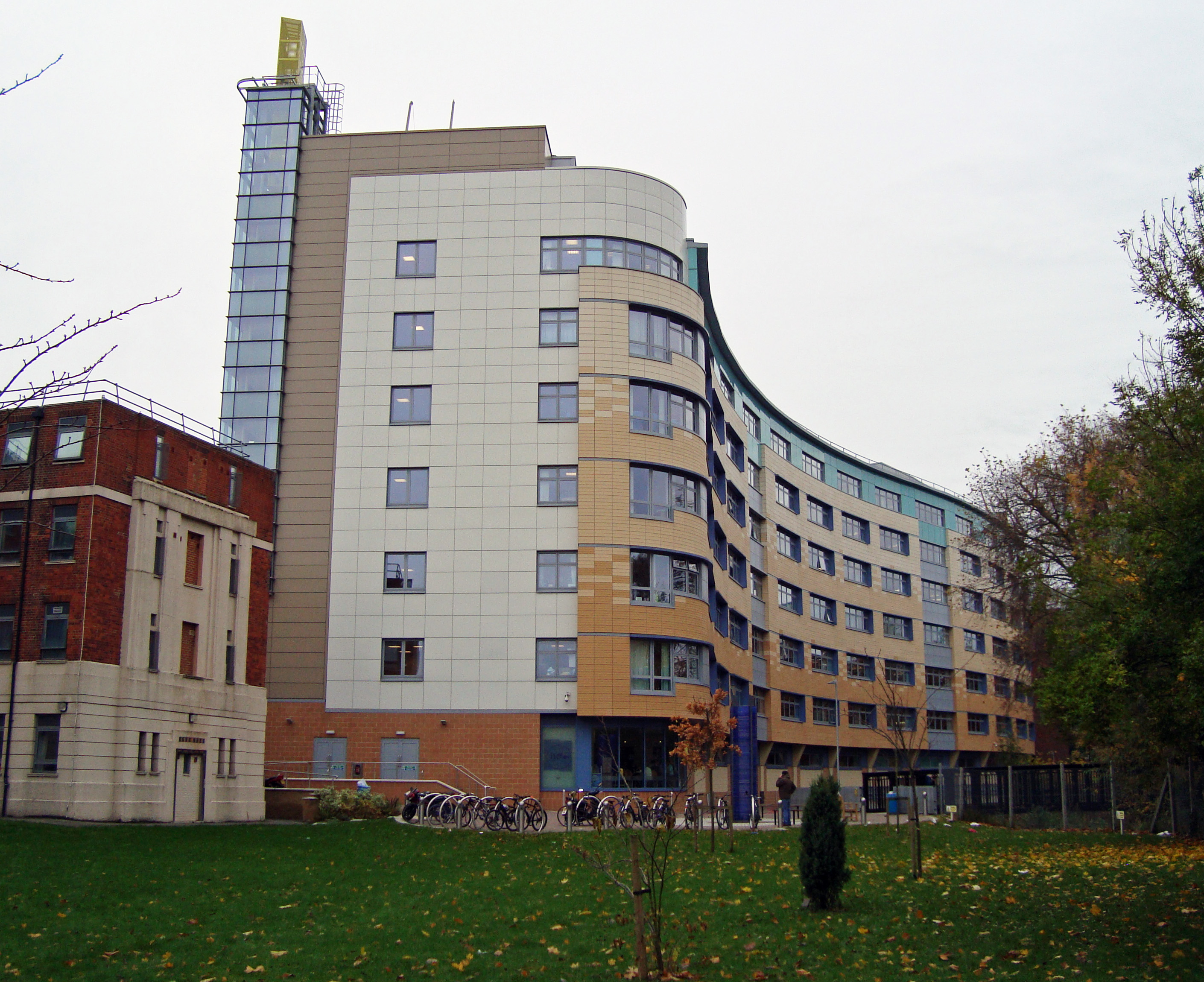
University Hospital Lewisham, Riverside Building

Das Gewerbegebiet von Lewisham gehört zu den größten im Südosten Londons. Das Lewisham Shopping Centre wurde 1975 eröffnet und beherbergt auf 30.700 Quadratmetern etwa 70 Geschäfte. Seit 1894 besteht das University Hospital Lewisham. Das Krankenhaus versorgt Patienten im Gebiet des gesamten Borough of Lewisham. Im Juli 2012 wurde die Schließung der Notaufnahme diskutiert. Nach erheblichen Protesten der Einwohner Lewishams und verschiedenen Gerichtsurteilen wurde von dem Plan jedoch Abstand genommen. Im Stadtgebiet gibt es mehrere Schulen der reformierten Oberstufe. Ferner findet man in Lewisham das Goldsmiths College, welches zur University of London gehört und das zum Trinity College of Music gehörende Laban College. Das 2004 eröffnete Polizeirevier Lewishams gilt als das größte Polizeirevier Europas. Es hat 96 Zellen und 24 Pferdeboxen.

## Freizeit und Sport
Der Lewisham Cricket Club gehörte zu den angesehensten Mannschaften im viktorianischen Zeitalter. Daneben waren die Mitglieder des Lewisham Swimming Club im Wasserball für die englische Nationalmannschaft aktiv. 2013 eröffnete ein neues Freizeitzentrum.

## Partnerschaften
Seit 1968 ist Lewisham Partnerstadtteil des Westberliner Bezirks Charlottenburg, wo auch eine Straße danach benannt ist.

## Persönlichkeiten(Auswahl)
- Henry Parker (1808–1881), australischer Politiker
- Elsa Lanchester (1902–1986), Schauspielerin
- Charles Bull (1909–1939), Tischtennis-Nationalspieler und Cricketspieler
- Muriel Pavlow (1921–2019), Schauspielerin
- Ginger Baker (1939–2019), Schlagzeuger
- David Ovey (* 1947), Autorennfahrer
- John Regis (* 1966), Leichtathlet, Sprinter
- Alexander McQueen (1969–2010), Modedesigner
- Jessica Hynes (* 1972), Schauspielerin
- Jude Law (* 1972), Schauspieler
- Michael Turner (* 1983), Fußballspieler
- Keeley Hazell (* 1986), Fotomodell
- Ruben Loftus-Cheek (* 1996), Fußballspieler
- Russ Millions (* 1996), britischer Rapper und Songwriter
- Ike Ugbo (* 1998), englisch-nigerianischer Fußballspieler
- Alex Yee (* 1998), Triathlet